# Maria da Cunha

Maria da Cunha Zorro (Lisboa, 1862 — São Paulo, 10 de gener de 1917) fou una poeta i periodista portuguesa. Fou amant de Virgínia Quaresma, la primera dona periodista professional de Portugal i una de les primeres portugueses a ser obertament lesbiana.

## Biografia
Nasqué a Lisboa a l'entorn del 1862, en una família de classe alta. Sa mare era brasilera, el seu pare espanyol i el seu oncle, filòleg, Cândido de Figueiredo.
El 1912, Virgínia Quaresma fou convidada a visitar el Brasil per a cobrir la història d'un conegut poeta que havia assassinat a la seua esposa. Viatjà fins a Rio de Janeiro amb Cunha, per a qui també trobà treball en el periòdic A Época, que l'havia contractada. Sembla que fou l'ambient homofòbic de Portugal d'aquest moment el que les va empènyer a traslladar-se, ja que en una recerca es conclou que "es van exiliar al Brasil, a la recerca de l'anonimat i la llibertat per a viure el seu amor prohibit". Una vegada acabat el cas, Cunha i Quaresma restaren al Brasil.
Cunha feu traduccions del francés al portugués. El 1909, publica el seu primer llibre de poesia, Trindades, amb dues edicions, que rebé el vistiplau de l'escriptor Júlio Dantas i del comte de Monsaraz. Publicà poesia mentre visqué al Brasil i va escriure per a diverses revistes de Portugal i Brasil. També fou reconeguda com a conferenciant.
Va morir sobtadament a São Paulo, on anava a ocupar un lloc de mestra, el 10 de gener de 1917. No havia acabat O livro da noite, el prefaci del qual estava escrit amb versos alexandrins. Quaresma tornà a Portugal poc després.